# Michele Carafa

Stemma dei Carafa

Michele Carafa (Napoli, 28 novembre 1787 – Parigi, 26 luglio 1872) è stato un compositore e militare italiano.

## Biografia
Nato come Michele Enrico Francesco Vincenzo Aloisio Paolo Carafa de Colobrano, era il secondo figlio di Giovanni Carafa, principe di Colobrano e duca di Alvito. Michele ricevette una solida formazione musicale e nel 1802 compose la sua prima opera, Il Fantasma, che venne rappresentata nel 1805 nel teatro del suo patrigno, il principe di Caramanico. In questi anni, frequentò in qualità di allievo l'Accademia Militare della Nunziatella di Napoli. Nel 1806 si trasferì a Parigi, dove prese lezioni di composizione da Luigi Cherubini e lezioni di pianoforte da Friedrich Kalkbrenner.
Tuttavia suo padre gli chiese di abbandonare la musica per la carriera militare e divenne tenente degli Ussari nell'esercito francese. Fatto prigioniero a Campotenese nel 1806, venne liberato e prese parte alla spedizione in Sicilia, dove divenne capitano.
Tornato a Napoli nel 1808, sposò Antonietta d'Aubenton (o Daubenton) e riprese i suoi studi musicali sotto la direzione del Fedele Fenaroli. Ancora sotto la pressione dei genitori, seguì Gioacchino Murat nella campagna di Russia. Dopo la battaglia di Astroŭna venne decorato con la Legion d'Onore da Napoleone, che lo fece anche barone del Regno d'Italia.
La restaurazione dei Borboni a Napoli comportò la decadenza del Carafa e la fine della sua carriera militare. Nel 1814, al Teatro del Fondo venne rappresentata la sua opera Il vascello d'occidente e nel 1816 Gabriella di Vergy su libretto di Andrea Leone Tottola. Il lavoro ottenne un successo pari a quello dell'Otello di Rossini, rappresentata in quell'anno nello stesso teatro.
La sua musica è caratterizzata da una certa facilità nelle melodie e da un'orchestrazione monocorde in un'epoca dominata da Rossini, Bellini, Auber, Halévy che era anche un suo amico. Consacrato come compositore d'opera, tornò a Parigi, nel 1821, dove trionfò con Jeanne d'Arc à Orléans e Le Valet de Chambre nel 1823.
Chiuse a Venezia la sua carriera italiana con Il parìa e si trasferì definitivamente a Parigi, dove, malgrado alcuni fallimenti, ottenne un pieno successo con Masaniello (libretto di Moreau e Lafortelle) ripetuto 136 volte all'Opéra-Comique. Questo fu il culmine della sua carriera: il confronto con le opere di Rossini e Donizetti non è comunque a suo favore.
Ottenne la cittadinanza francese nel 1834 e venne eletto membro dell'Académie des beaux-arts della quale assunse la direzione, al posto di Lesueur, nel 1837. Venne poi nominato direttore del Ginnasio di musica militare nel 1838. Dal 1840 al 1858, insegnò contrappunto e composizione al Conservatorio di Parigi. La sua ultima opera fu Thérèse, nel 1838, quando si era già dedicato esclusivamente all'insegnamento. Uno dei suoi ultimi contributi all'opera fu l'adattamento francese della Semiramide di Rossini, in quanto quest'ultimo gli aveva donato il proprio diritto d'autore in riconoscimento della loro lunga amicizia.
Colpito da paralisi nel 1867, morì a Parigi all'età di 84 anni e venne sepolto nel Cimitero di Montmartre.

## Opere teatrali

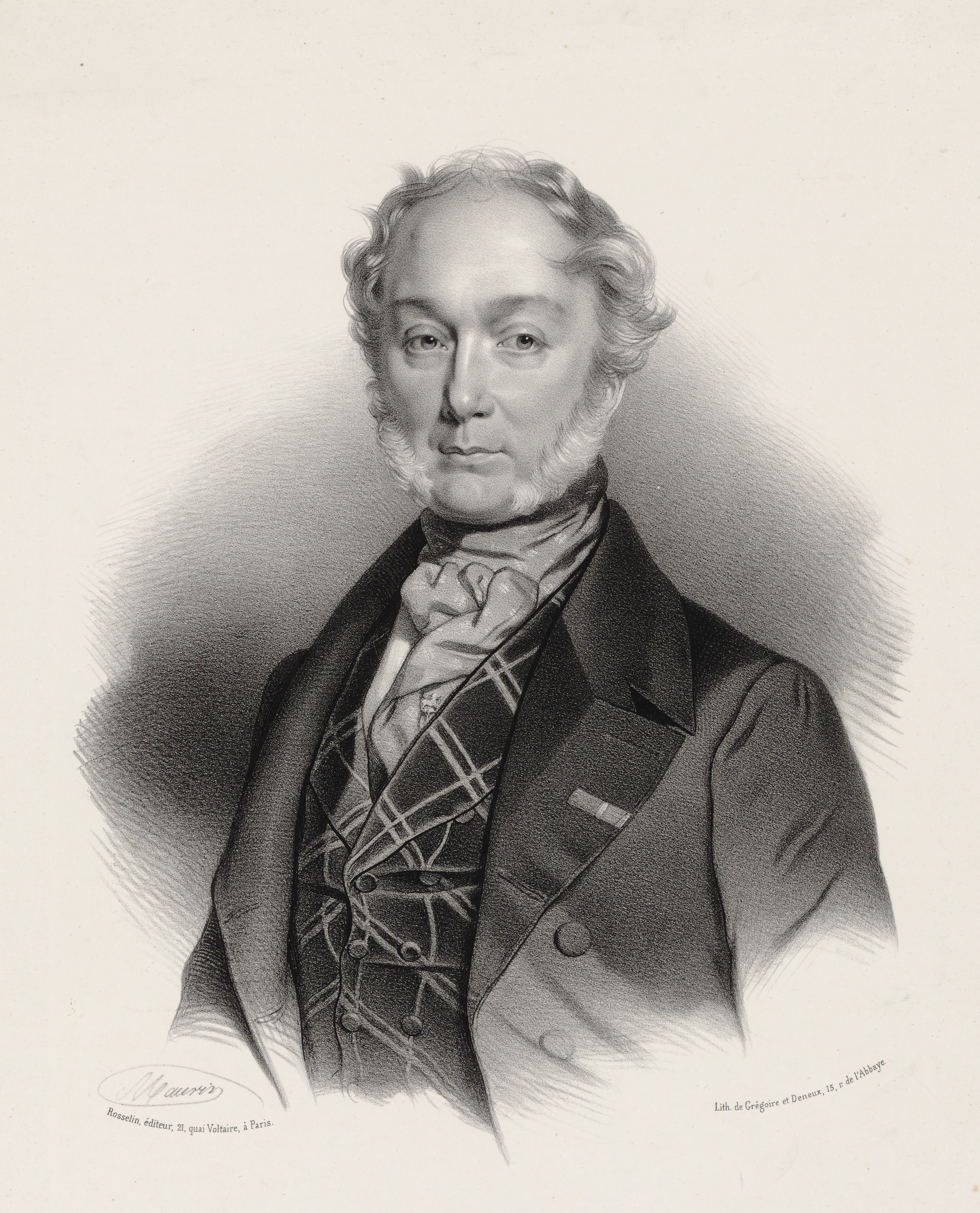
Michele Carafa

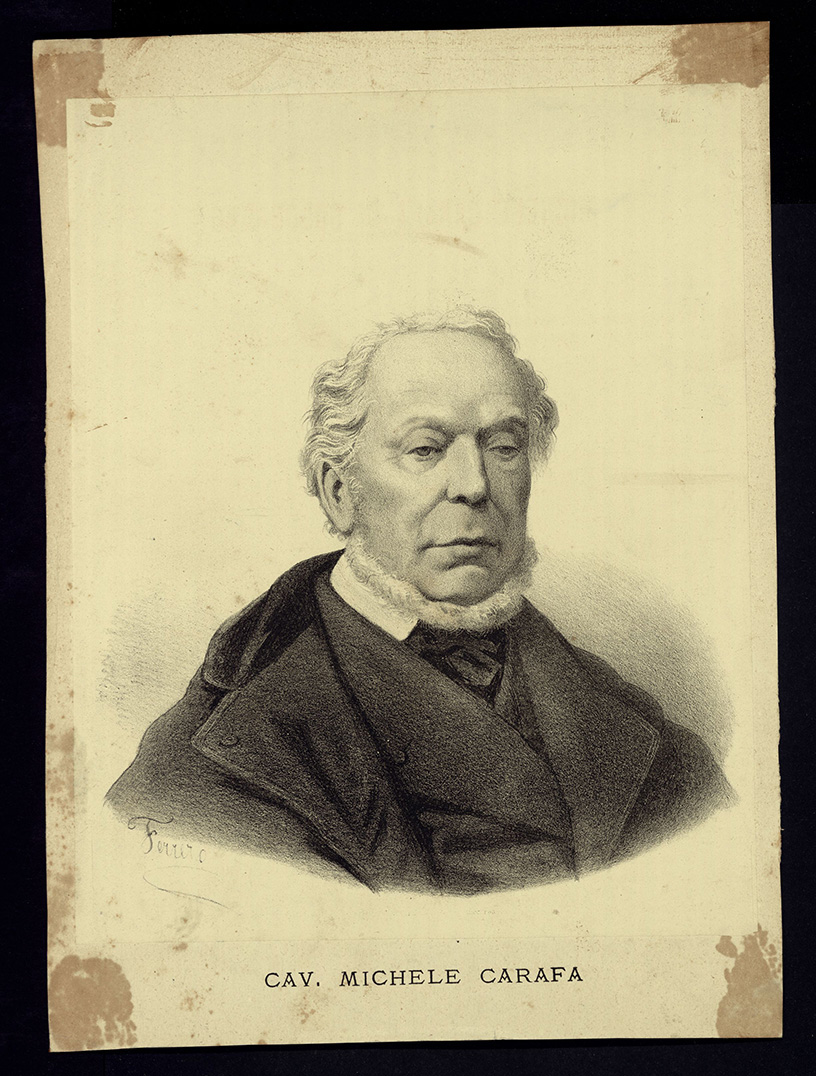
Ritratto di Michele Carafa in età avanzata

- Il fantasma (1805, Teatro Principe Caramanico, Napoli)
- Il prigioniero (1805, Napoli)
- La musicomania (1806, Parigi)
- Il vascello d'occidente (libretto: Andrea Leone Tottola, 14 giugno 1814 Teatro del Fondo, Napoli)
- Mariti aprite gli occhi! ossia La gelosia corretta (libretto: Andrea Leone Tottola, 1815 Teatro dei Fiorentini, Napoli) – Neuburger Kammeroper Baviera, Germania 2011
- Gabriella di Vergy (libretto: Andrea Leone Tottola, 3 luglio 1816 Teatro del Fondo, Napoli)
- Ifigenia in Tauride (19 giugno 1817 Teatro San Carlo, Napoli)
- Adele di Lusignano, melodramma serio in 2 atti, libretto di Felice Romani (27 settembre 1817 Teatro alla Scala, Milano, con Francesca Maffei Festa)
- Berenice in Siria (libretto: Andrea Leone Tottola, 29 luglio 1818 Teatro San Carlo, Napoli, con Francesca Maffei Festa)
- Elisabetta in Derbyshire ossia Il castello di Fotheringhay (26 dicembre 1818 Teatro La Fenice, Venezia) con Joséphine Fodor
- Il sacrifizio d'Epito (26 dicembre 1819 Teatro La Fenice, Venezia) con Nicola Tacchinardi
- I due Figaro ossia Il soggetto di una commedia, opera semiseria in 2 atti, libretto di Felice Romani (6 giugno 1820 Teatro alla Scala, Milano con Gaetano Crivelli e Filippo Galli (basso)) – DVD Festival Rossini in Wildbad 2006
- La festa di Bussone, farsa per musica in 2 atti, libretto di Silvio Pellico (28 giugno 1820 Teatro Re, Milano)
- Jeanne d'Arc à Orléans (10 marzo 1821 Opéra-Comique, Parigi)
- La capricciosa ed il soldato ossia Un momento di lezione (26 dicembre 1821 Teatro Apollo, Roma)
- Le solitaire (22 agosto 1822 Opéra-Comique, Parigi)
- Eufemio di Messina (26 dicembre 1822 Teatro Argentina, Roma)
- Abufar ossia La famiglia araba, libretto di Felice Romani (28 giugno 1823 Kärntnertortheater, Vienna con Carolina Ungher)
- Le valet de chambre (16 settembre 1823 Opéra-Comique, Parigi)
- Tamerlano (scritto 1823-24 per il Teatro San Carlo, Napoli)
- L'auberge supposée (26 aprile 1824 Opéra-Comique, Parigi)
- Il sonnambulo, opera semiseria in 2 atti, libretto di Felice Romani (13 novembre 1824 Teatro alla Scala, Milano con Benedetta Rosmunda Pisaroni e Giovanni Battista Verger)
- La belle au bois dormant (2 marzo 1825 Théâtre de l’Opéra, Parigi con Adolphe Nourrit)
- Gl'italici e gl'indiani, dramma in un atto (libretto: Andrea Leone Tottola, 4 ottobre 1825 Teatro San Carlo, Napoli) con Adelaide Tosi, Giovanni David e Luigi Lablache
- Il paria (4 febbraio 1826 Teatro La Fenice, Venezia) con Ester Mombelli, Brigida Lorenzani, Domenico Donzelli e Domenico Cosselli
- Sangarido (19 maggio 1827 Opéra-Comique, Parigi)
- Les deux Figaro (22 agosto 1827 Théâtre Odéon, Parigi)
- Masaniello ou Le pêcheur napolitain (27 dicembre 1827 Opéra-Comique, Parigi)
- La violette (7 ottobre 1828 Opéra-Comique, Parigi) in collaborazione con Leborne
- Jenny (26 settembre 1829 Opéra-Comique, Parigi)
- Le nozze di Lammermoor (12 dicembre 1829 Théâtre-Italien, Parigi)
- L'auberge d'Auray (11 maggio 1830 Opéra-Comique, Paris) in collaborazione con Hérold, libretto di Charles-François-Jean-Baptiste Moreau de Commagny e Jean-Baptiste-Rose-Bonaventure Violet d'Épagny;[1]
- Le livre de l'ermite su libretto di Eugène de Planard e Paul Duport (11 agosto 1831 Opéra-Comique, Parigi)
- La marquise de Brinvilliers (31 ottobre 1831 Opéra-Comique, Paris), in collaborazione con Auber, Batton, Berton, Blangini, Boieldieu, Cherubini, Hérold, Paër
- La prison d'Edinbourg (20 luglio 1833 Opéra-Comique, Parigi)
- La maison du rempart ou Une journée de la Fronde (7 novembre 1833 Opéra-Comique, Parigi)
- La grande duchesse (16 novembre 1835 Opéra-Comique, Parigi)
- Thérèse (26 settembre 1838 Opéra-Comique, Parigi)
- Les premiers pas (15 novembre 1847 Opéra National de Paris, Parigi) in collaborazione con Adam, Auber, Halévy

## Balletti
- L'Orgie (Académie Royale de Musique, Opéra di Parigi 1831)
- Nathalie (Académie Royale de Musique, Opéra di Parigi 1833)

## Musica sacra
- Cantate
- Requiem
- Stabat Mater